# Cultura iamna

Mapa en castellà que mostra l'extensió aproximada de la cultura iamna entre el 3200 i 2300 aC.
S'esmenten la cultura de la ceràmica cordada (Corded Ware), la cultura de l'àmfora globular (Globular Amphora) i la cultura de Baden.

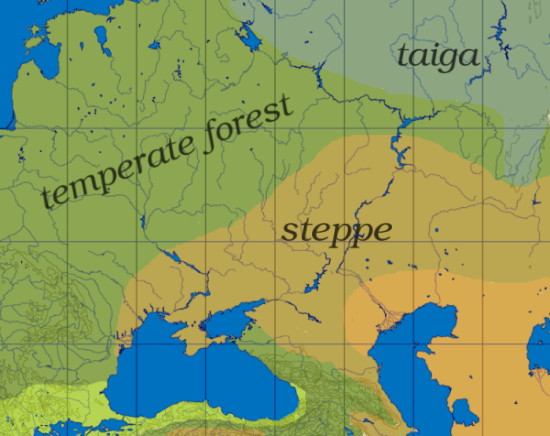
Mapa que mostra que l'àrea d'extensió de la cultura iamna es correspon amb les estepes del nord de la mar Negra i la mar Càspia. S'esmenten els boscos temperats (Temperate forest) del centre-nord d'Europa i la inhòspita taigà de Rússia.

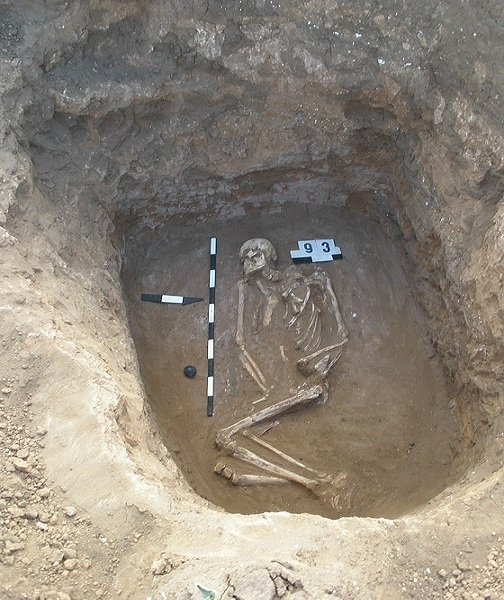
Enterrament de la cultura de tombes iamna, a l'óblast de Volgograd.

La cultura iamna (iamna kutura significa 'cultura del clot' en ucraïnès. iama significa 'clot', 'fossa', 'forat' en ucraïnès i rus) o «cultura del sepulcre en fosses» és una de les últimes cultures del final de l'edat del coure (o era calcolítica) i començaments de l'edat del bronze, a la regió de Buh meridional, Dnièster, Ural (Estepa Pòntica, Caspi). La cultura iamna va estar activa entre el segle xxxvi aC i el segle xxiii aC. Aquesta cultura era predominantment nòmada, encara que practicaven una mica l'agricultura prop de rius i d'alguns castres (fortificacions).

## Orígens
Es pensa que la cultura iamna podria haver-se originat a la zona mitjana del riu Volga a partir de la cultura de Khvalinsk, i al riu Dniéper mitjà a partir de la cultura de Sredny Stog. A la seva zona occidental, va ser succeïda per la cultura de les catacumbes, i a l'est, per la cultura de Poltavka i la cultura de Srubna.
En la hipòtesi dels kurgans de Marija Gimbutas (1921-1994), la cultura de iamna s'identifica amb els últims protoindoeuropeus. El poble iamna és un candidat —juntament amb el poble Sredny Stog— de ser el lloc d'origen (Urheimat) de l'idioma protoindoeuropeu.
La «teoria de continuïtat paleolítica» s'associa a les cultures iamna i Sredny Stog Kurgan amb els pobles turcs. La hipòtesi anatoliana i la teoria del diluvi del mar Negre neguen l'origen indoeuropeu proposat per Gimbutas sobre la hipòtesi de la invasió kurgana calcolítica.
La cultura iamna es pot relacionar de manera gairebé directa amb un complex cultural indoeuropeu (o més específicament, indoiranià): la cultura d'Andrónovo, que és el complex arqueològic més antic que es pot identificar amb un grup lingüístic indoeuropeu particular.
Alguns no veuen els iamnas com a ancestres dels indoeuropeus, sinó només dels indoiranians (migrats cap al sud-est).

## Característiques
Són característiques d'aquesta cultura les inhumacions en kurgans (túmuls), en sepulcres tipus forat en què s'introduïa el cos en posició de decúbit supí amb els genolls doblegats. Els cossos eren coberts amb ocre. En aquests kurgans, s'han trobat sepulcres múltiples, sovint amb inclusions posteriors. S'ha descobert que realitzaven ofrenes d'animals (bestiar, porcs, ovelles, cabres i cavalls), una característica que s'associa tant als pobles protoindoeuropeus com protoindoiranians.
Les restes més antigues trobades a Europa oriental d'un carro amb rodes van ser trobats al kurgan Storozhova Mohyla (Dnipropetrovsk, a Ucraïna), que va ser realitzat per persones pertanyents a la cultura iamna. El lloc de sacrifici recentment descobert a Luhansk es considera un turó santuari on es practicaven sacrificis humans.
La seva economia es basava en el bestiar, que proporcionava carn i llet i excedents per al comerç de la resta de productes. La recerca de pastures explica la constant mobilitat dels pobles iamna.

## Imatges

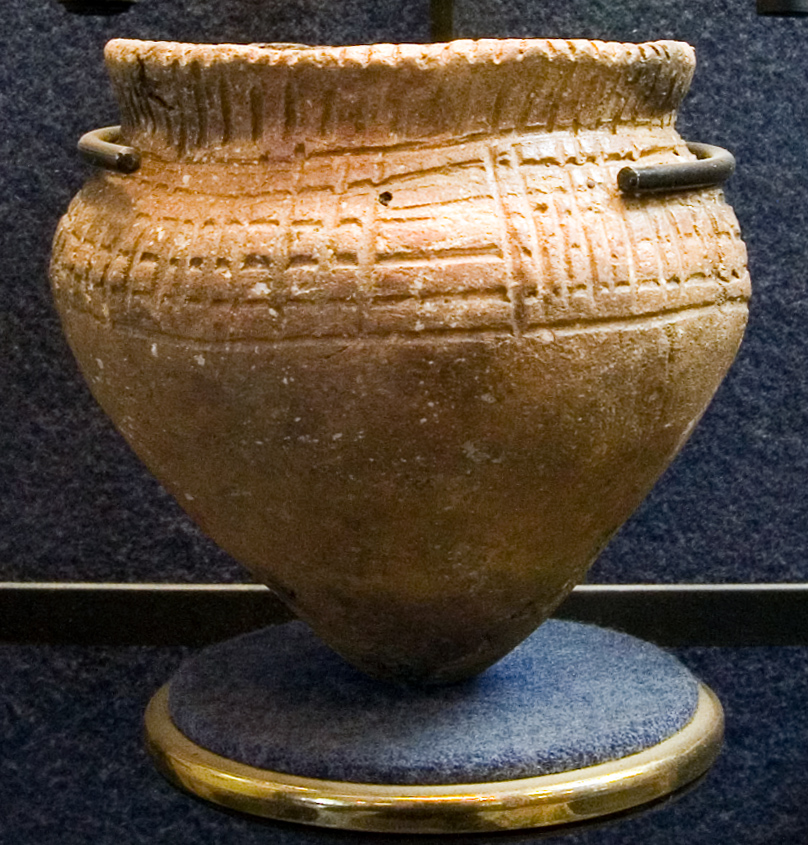
Àmfora trobada durant les excavacions.
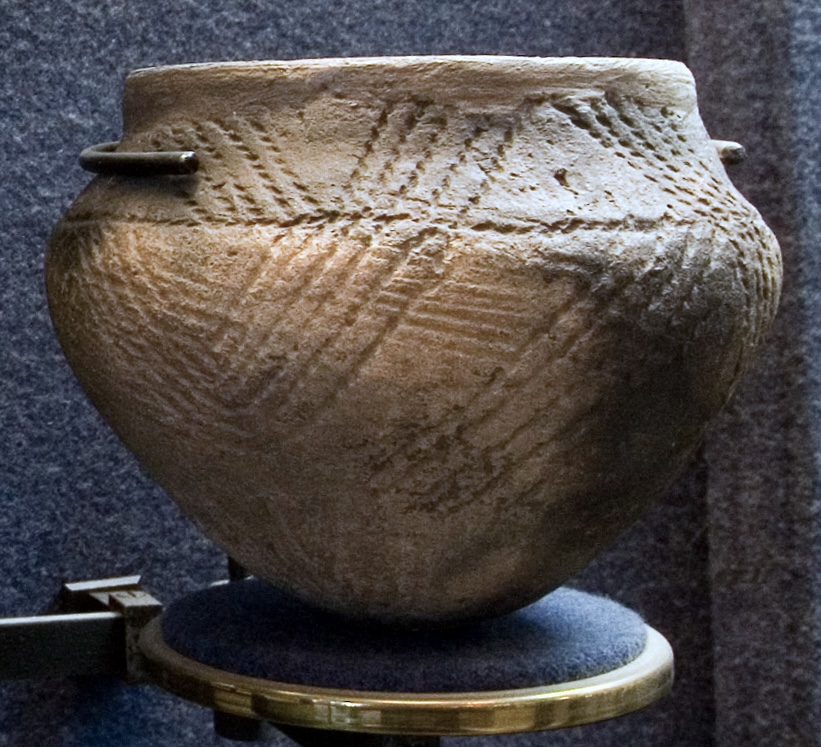
Àmfora trobada durant les excavacions.
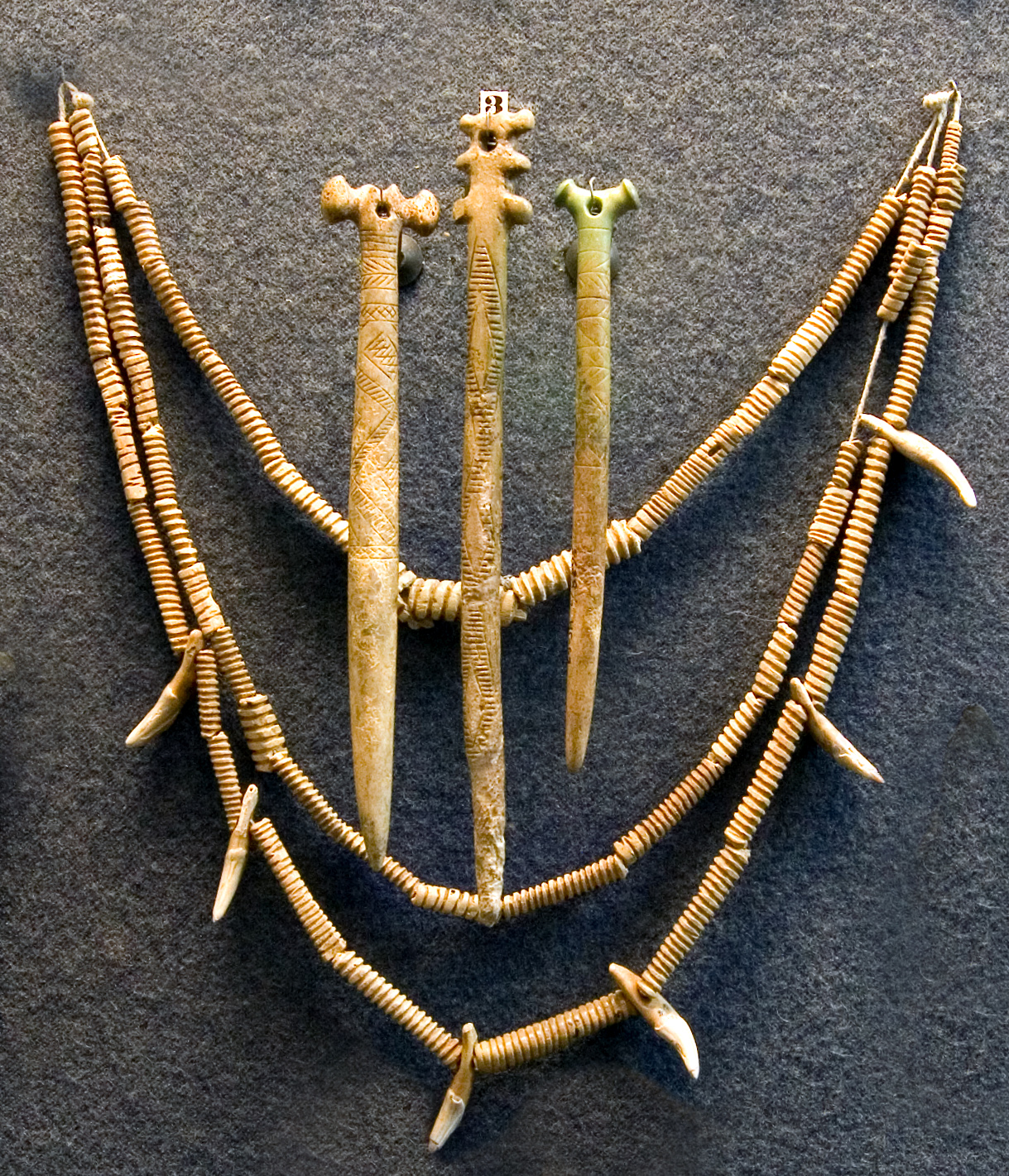
Ornaments i objectes (d'os i dents canines) trobats durant les excavacions. Fotografia del 2008, d'una exhibició al Museu Hermitage, a Sant Petersburg.
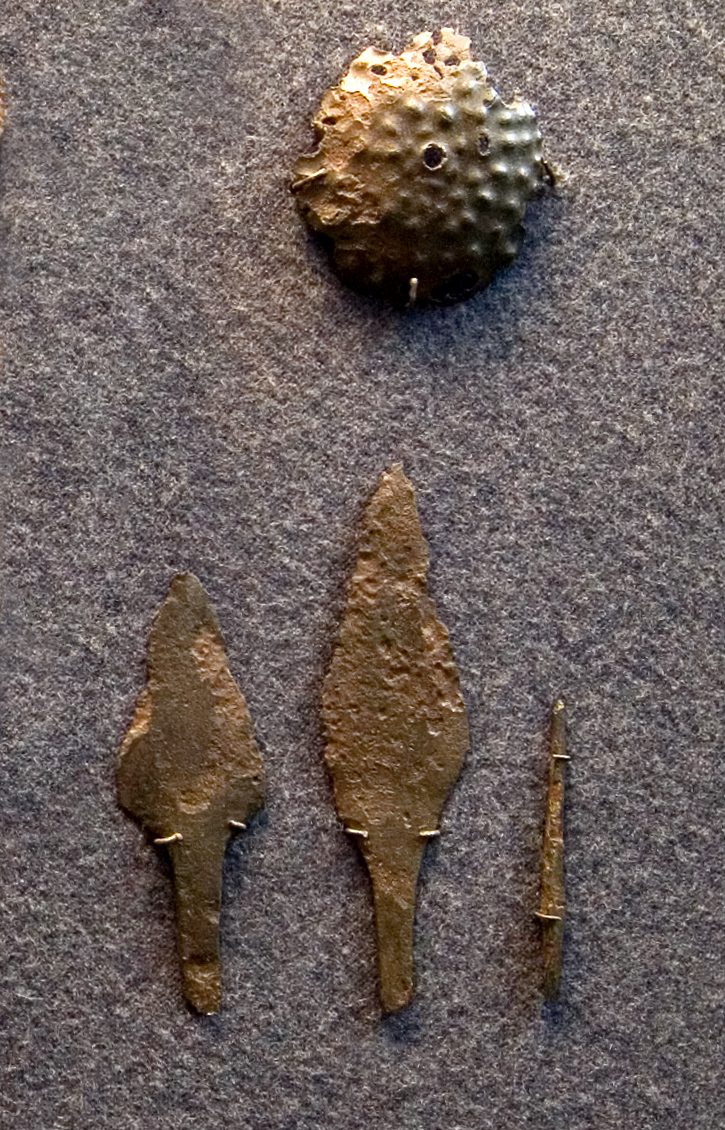
Objectes trobats durant les excavacions.
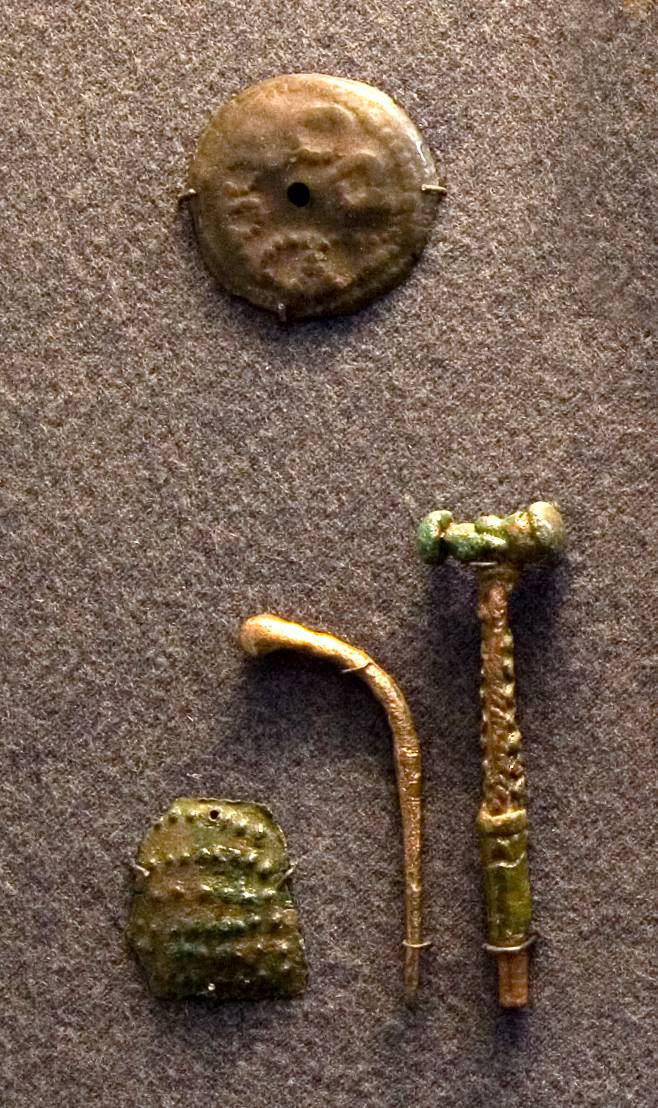
Objectes trobats durant les excavacions.
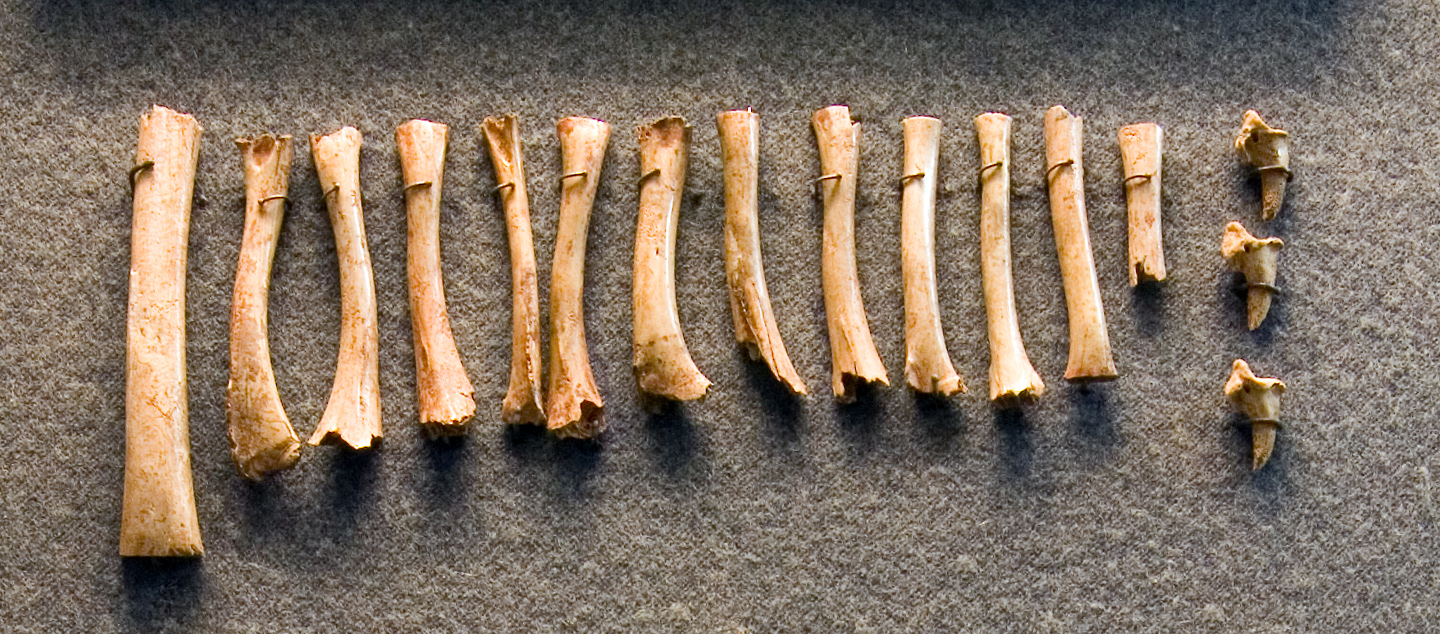
Objectes trobats durant les excavacions.